# GNU Radio Companion
GNU Radio Companion (el compañero de GNU Radio) es un lenguaje de programación visual de código libre para el procesamiento de señales utilizando la biblioteca (librerías) de GNU Radio y se le conoce comúnmente mediante sus siglas GRC.
GRC es un entorno de desarrollo que facilita la construcción de aplicaciones para GNU Radio sin la necesidad estricta de saber programar en Python o C++, dado que GRC produce justamente el código Python correspondiente a la aplicación construida gráficamente (programación visual). Facilita también la corrección de errores y las pruebas -ejecución- de la aplicación que se construye.